# Aeroporto di Ny-Ålesund-Hamnerabben
L'aeroporto di Ny-Ålesund - Hamnerabben (ICAO: ENAS) è situato a Ny-Ålesund, nelle Isole Svalbard, Norvegia. L'aeroporto è di proprietà dell'azienda governativa norvegese Kings Bay AS, che gestisce anche l'insediamento locale.
L'unica compagnia che serve l'aeroporto è la Lufttransport, che opera con velivoli Dornier Do 228 da 16 posti per l'aeroporto delle Svalbard-Longyearbyen delle isole Svalbard. La compagnia fornisce due voli alla settimana durante l'inverno e quattro voli alla settimana durante l'estate. La vendita dei biglietti è gestita esclusivamente dalla Kings Bay, che opera occasionalmente anche voli charter ad hoc.

## Caratteristiche
È situato ad Hamnerabben, a poco più di un chilometro a nord-ovest dall'insediamento di Ny-Ålesund, ad un'altezza di 40 m s.l.m. Possiede una sola pista di ghiaia lunga 808 m e larga 30 m, e un piazzale di circa 30x75 m. Ha il Servizio Informazioni Volo Aeroportuale ma non ha né terminal né hangar.